# Guido da Vallecchia
Guido da Vallecchia, detto anche Guido da Corvaia, (anni '30 del '200 – tra il 1290 e il 1315) è stato un importante membro dei da Vallecchia. Egli è principalmente ricordato per i suoi Libri Memoriales, un libro di ricordanze prezioso per ricostruire non solo la storia di Pisa, ma anche la vita personale di un milites italiano del XIII secolo.

## Biografia

### La stirpe
Guido era figlio di Ugolino Sannuto di Guido (attestato tra il 1218 e il 1245- † prima del 1253) e Rimborgia († 1º agosto 1272) e nacque attorno alla metà degli anni trenta del XIII secolo. Egli aveva tre fratelli e tre sorelle:
- Bonnacorso, forse fratello maggiore di Guido, rappresentò la famiglia negli accordi con il Comune di Pisa del 4 dicembre 1253, e forse già defunto alla fine del 1258, quando il suo ruolo fu assunto proprio da Guido, probabilmente il secondogenito maschio;
- Gherardo († 1º settembre 1271), di cui non si sa nulla;
- Orlando, che sposò Fiandina († 31 marzo 1277) di ascendenza sconosciuta; Orlando, apparentemente il fratello più legato a Guido, ebbe da lei tre figli, oltre che ulteriori due figli illegittimi; Guido e Orlando si sposarono lo stesso giorno ed ebbero un'abitazione in comune fino all'11 maggio 1275, quando Orlando e consorte andarono a dimorare altrove;
- Contessa († 1º gennaio 1271), che sposò il pisano Filippo Grasso, da cui ebbe un figlio, Enrico;
- Brandolisia († 22 ottobre 1276), che sposò nel 1270 il nobile pisano Giovanni Laggi;
- Tommasa, monaca nel monastero cisterciense pisano di San Bernardo, ricordata nel 1288 dal testamento di Guido e di cui si discuterà i seguito.

I da Vallecchia, insieme ai loro alleati dei da Corvaia, giocarono un ruolo significativo nelle lotte territoriali tra i Comuni di Pisa e Lucca per il controllo della Versilia nel XII secolo. Al centro di queste contese, i da Vallecchia accettarono la preminenza pisana quando essa conquistò la costa di questa regione e molti suoi membri ne divennero cittadini, stabilendo accordi con la città nell'ottobre del 1173, venendo rinnovati nel 1223 e 1253, e i patti tra di essi vennero garantiti dagli statuti pisani del 1287 e 1302. Mantennero tuttavia saldi legami con Lucca, mantenendo un equilibrio delicato tra le due città. Nel 1254, a seguito della scelta ghibellina e filopisana compiuta dai nobili versiliesi, Lucca pose al bando i da Corvaia e i da Vallecchia, rinnovando la sentenza nel 1267, nel contesto della discesa in Italia di Carlo d'Angiò e della sua vittoria su Manfredi, sancendo la ripresa guelfa in Toscana.

### Guido
In questo contesto è citato per la prima colta Guido, menzionato indirettamente negli atti del 1253 e 1254, rappresentato dal soprammenzionato fratello (probabilmente maggiore) Bonaccorso del fu Ugolino (il padre era quindi deceduto i questa data). La vita di Guido si sviluppò principalmente a Pisa, dove ebbe un impatto notevole attraverso incarichi giudiziari e diplomatici. Egli è citato direttamente per la prima volta nel 1258, nel contesto della concessione di alcune proprietà da parte del Comune di Pisa. Nel 1265 Guido, nei suoi Libri Memoriales, si definisce giudice, professione tipica della sua stirpe e via di accesso per incarichi comunali, oltre che notevole fonte di reddito.
Nel giugno del 1270, Guido partì da Pisa insieme agli ambasciatori inviati dal Comune per trattare con Carlo I d'Angiò a Napoli, e nell'occasione trattò anche per la sua consorteria dei da Corvaia e dei da Vallecchia, che cercavano il riconoscimento delle loro giurisdizioni signorili. Tuttavia, questo tentativo non ebbe successo. Dopo la pace tra Pisa e Lucca, i loro possedimenti furono attaccati dai Lucchesi e, su richiesta del vicario di Carlo d'Angiò in Toscana, Guido di Montfort, fu emessa una nuova sentenza contro di loro. Il 14 novembre, Guido partì nuovamente da Pisa insieme agli ambasciatori di Pisa, Genova e Venezia per recarsi presso il re Carlo a Tunisi, dove si trovava con l'esercito francese impegnato nell'ottava crociata.
Come si è detto, Guido si definì giudice, anche se in realtà concentrò tale attività in pochi anni: egli fu in Corsica nel secondo semestre del 1271, a Piombino nel primo semestre del 1274 e nel primo semestre del 1276, nel tribunale cittadino (detto curia nuova o dei pupilli) nel secondo semestre del 1274 e nel secondo semestre del 1275. Nel giugno del tale anno, i guelfi toscani, malgrado l'opposizione di Carlo d'Angiò, intrapresero nuovamente la guerra contro Pisa: Guido e alcuni suoi consorti rimasero fedeli al Comune di questa città (lo stesso fratello di Guido, Orlando, fu fatto prigioniero dai Lucchesi) mentre altri presero invece le parti di Lucca e, in questo contesto, uno di essi, Paganello di Gherardo Cavicchia di Paganello da Porcari, fu consacrato vescovo della suddetta città. I pisani furono quindi poi sconfitti e costretti alla pace il 13 giugno 1276.
Nel secondo semestre del 1280 Guido divenne giudice del Comune di Campiglia Marittima, incarico non citato dai suoi Libri Memoriales, concentrato in questa parte cronologica nella narrazione, dalla pace del 1276, ad eventi storici generali, distogliendo la sua attenzione da Pisa ma tenendo sempre un occhio, invece, sulle faccende lucchesi; egli, inoltre, si concentra su eventi privati: ad esempio egli riporta che il 21 luglio 1281 andò, assieme al fratello Orlando e altri esponenti della sua consorteria a San Miniato, roccaforte imperiale in Italia, a giurare fedeltà al vicario imperiale, che reinvestì la consorteria dei loro diritti.
Nel 1282 ripresero le ostilità tra Pisa e Genova e, a seguito della sconfitta pisana contro Genova alla Meloria del 1284, Guido prese la decisione, il 17 ottobre (il 6 era partita la moglie Preziosa) di quell'anno, di lasciare Pisa, che aveva fino ad ora sempre servito, per recarsi a Carrara, città in cui nacque l'ultima figlia, Franceschina. Qua Guido lasciò i suoi possedimenti in comune pisani al fratello Orlando, e l'anno successivo si trasferì a Lucca, il cui vescovo, come si è detto, era un suo parente. In questa città, assieme alla moglie, il 2 giugno di quell'anno intrapresero la vita religiosa, indossando l'abito francescano, senza però entrare in convento: Preziosa rimase infatti a casa, mentre Guido, in data imprecisata, entrò nel monastero benedettino pulsanese di San Michele di Guamo di Lucca.
Il 30 maggio 1287, però, Guido rinunciò ai voti francescani e si unì alla canonica di San Frediano a Lucca il 25 ottobre di quell'anno, divenendone novizio il 30 maggio 1288. Il 22 febbraio 1289 intraprese il cammino del sacerdozio, e nel dicembre di quell'anno il vescovo della città e suo parente Paganello gli conferì (11 dicembre) gli ordini minori, poi il suddiaconato (17 dicembre). Il 25 febbraio del 1290 divenne diacono, mentre il 18 marzo divenne sacerdote, ultima informazione tratta dai Libri Memoriales. La scelta della vita religiosa non era dovuta solo dall'interesse di Guido di preservare i beni familiari con la formazione di una fortissima lega antipisana, ma sarebbe connessa anche con le perenni lotte e sconfitte patite da Guido e da Pisa, permettendo a questo di lasciare la deludenti vicende mondane.
Ci è giunto il testamento di Guido, redatto il 19 ottobre 1288 quando era novizio a San Frediano e gravemente malato. Non si sa quando morì, sicuramente dopo il 1290 ma prima del 1315, come indicato dalla revoca del bando sulla sua famiglia da parte di Lucca in quell'anno.

## Famiglia e figli
Guido sposò Preziosa detta Ciocia a Pietrasanta il 9 novembre 1267 (nello stesso giorno si sposò il fratello Orlando), la cui ascendenza è sconosciuta. Guido e Preziosa ebbero tre figli e una figlia:
- Bartolomeo, detto Bacciameo (nato il 3 novembre 1268), che entrò il 7 maggio 1283 nell'Ordine domenicano;
- Bonaccorso (nato il 31 maggio 1274);
- Lando (nato il 23 ottobre 1278);
- Franceschina (nata nel 1285).

Guido ebbe un ulteriore figlio illegittimo, morto alla nascita.

## ILibri Memoriales
Guido è conosciuto principalmente per aver redatto i Libri Memoriales, libro di ricordanze e principale fonte della sua vita. Esso è suddiviso in tre libri: il primo, in iniziato a Pisa il 12 marzo 1265, offre un elenco dettagliato di proprietà e redditi della famiglia, partendo da quelli concessi dal Comune di Pisa, situati in città e nel contado, proseguendo quindi con un elenco di vassalli e fideles in Versilia e Lunigiana, seguito da un elenco delle proprietà nella prima regione con la ripartizione dei diritti signorili suddivisi tra i membri della sua stirpe e degli alleati Corvaia (Guido e il fratello Orlando, ad esempio, detenevano 2/24esimi ella giurisdizione della loro stirpe).
Il secondo libro è un libro di ricordanze che narra gli eventi personali e politici a Pisa dal 1270 al 1290, anno in cui Guido intraprende la vita religiosa. Nello specifico, egli annotò le vicende dinastiche (matrimoni, uffici politici, morti etc.) così come vicende politiche (partendo dalla pace tra Pisa e Carlo d'Angiò nella primavera del 1270, cui partecipò lo stesso Guido, alla caduta della signoria del conte Ugolino Della Gherardesca, citato da Dante, e di Ugolino Visconti il 1º luglio 1288. Come già evidenziato, dalla pace del 1276 tra Pisa e Lucca, la narrazione di Guido si concentra sugli eventi familiari e sui fatti storici generali.
Il terzo libro, iniziato venerdì 25 gennaio 1269, è maggiormente "dispersivo" ed enumera i documenti relativi al patrimonio familiare seguite poi dalle feste bandite da Guido e le elemosine elargite in tali occasioni. Vi sono anche diverse altre annotazioni del periodo 1268-85, così come riferimenti alla suddivisione del patrimonio della stirpe del 17 agosto di un anno imprecisato e altre varie notizie a carattere economico degli anni 80 del secolo.